# Grote Nete
De Grote Nete is een zijrivier van de Nete in het stroomgebied van de Schelde. Ze heeft een lengte van ongeveer 80 kilometer en is bevaarbaar vanaf de versperring van Oosterlo.
De Grote Nete ontspringt ten noordoosten van Hechtel, op ongeveer 1,5 km van de Dommel (welke toebehoort aan het stroomgebied van de Maas). Vanaf Lier stroomt ze samen met de Kleine Nete en vormt ze de Nete of de Beneden Nete. De Grote Nete ligt zuidelijker dan de Kleine Nete en stroomt door de gemeenten Meerhout, Balen, Geel-Oosterlo, langs Laakdal, Westerlo, Herselt, Westmeerbeek, Hulshout, Booischot, Heist-op-den-Berg, Hallaar, Itegem,  Herenthout, Berlaar, Bevel, Kessel en Lier. Bij de samenvloeiing met de Kleine Nete heeft de Grote Nete paradoxaal genoeg een kleiner debiet dan de Kleine Nete.
Haar voornaamste zijrivieren zijn de Wimp, de Molse Nete en de Grote Laak. Via de Grote Laak, ontving de Grote Nete ook veel vervuiling van Tessenderlo Chemie.
Vanaf 2013 begon Natuurpunt in het brongebied van de Grote Nete een aangesloten natuurgebied "Grote Netewoud" geleidelijk uit te bouwen. In 2024 raakte bekend dat binnen het kader van het Sigmaplan tussen de Lodijkbrug en Herenbossen de natte natuur hersteld wordt op de open ruimte aan de rechteroever.

## Ontstaan
Vóór de laatste ijstijd (Weichselien) was de vallei van de Grote Nete nog niet zo sterk uitgesleten. Tijdens de voorlaatste ijstijd (Saalien) waterde de Grote Nete af naar de Dijlevallei via wat nu de vallei van de Laak is. Tijdens de laatste ijstijd nam de vegetatie af en trad er grootschalige erosie op. Het afgevoerde puin blokkeerde de afvoer naar de Laak en de Grote Nete ging daarop afstromen naar de vallei van de Kleine Nete.